# Strzelno-Północ (gmina)
Strzelno-Północ – dawna gmina wiejska istniejąca w latach 1934–1954 w woj. poznańskim/bydgoskim (dzisiejsze woj. kujawsko-pomorskie). Siedzibą władz gminy było Strzelno, które jednak nie wchodziło w jej skład (gmina miejska).
Gmina zbiorowa Strzelno-Północ została utworzona 1 sierpnia 1934 roku w powiecie mogileńskim w woj. poznańskim z dotychczasowych jednostkowych gmin wiejskich: Bronisław, Ciechrz, Ciechrz Górny, Góry, Krusza Duchowna, Książ, Ludzisko, Markowice, Rzadkwin, Sławsko Dolne, Sławsko Małe, Stodolno, Stodoły i Żalinowo (oraz z obszarów dworskich położonych na tych terenach lecz nie wchodzących w skład gmin).
Po wojnie gmina zachowała przynależność administracyjną. 6 lipca 1950 roku gmina Strzelno-Południe wraz z powiatem mogileńskim została przyłączona do woj. bydgoskiego (które równocześnie zmieniło nazwę z pomorskiego na bydgoskie). Według stanu z dnia 1 lipca 1952 roku gmina składała się z 15 gromad: Bronisław, Ciechrz, Górki, Góry, Krusza Duchowna, Książ, Ludzisko, Markowice, Piotrkowice, Rzadkwin, Skalmierowice, Sławsko Dolne, Stodolno, Stodoły, Strzelno Klasztorne i Żalinowo.
Gmina została zniesiona 29 września 1954 roku wraz z reformą wprowadzającą gromady w miejsce gmin. Jednostki nie przywrócono 1 stycznia 1973 roku po reaktywowaniu gmin, powstała jednak gmina Strzelno, obejmująca obszary dawnych gmin Strzelno-Południe i Strzelno-Północ.